# Верхние Хороли
Верхние Хороли — хутор в Зерноградском районе Ростовской области России.
Входит в состав Манычского сельского поселения.

## География

### Улицы
- ул. Дальняя,
- ул. Кооперативная,
- ул. Покровская,
- ул. Школьная,
- ул. Шоссейная,
- пер. Озерный.

## Население
| 2010 |
| ---- |
| 203  |